# William Zouche, 2. Baron Zouche of Haryngworth
William Zouche, 2. Baron Zouche of Haryngworth  (auch William II. Zouche oder William of Totnes; * um 1317; † 23. April 1382) war ein englischer Adliger. 

## Leben
Er entstammte der Familie Zouche und war ein Sohn von Eudo II., der 1326 nach einer Fehde nach Frankreich flüchtete, wo er starb. Wie sein Großvater William Zouche trat William II. in den Dienst des Königs. Er begleitete 1337 Bischof Henry Burghersh, als dieser als königlicher Gesandter nach Deutschland reiste. Während des Hundertjährigen Kriegs nahm er 1347 an der Belagerung von Calais teil. Noch zu Lebzeiten seines Großvaters wurde er 1348 als Baron Zouche Mitglied des Parlaments, nach dem Tod seines Großvaters erbte er 1352 den Titel Baron Zouche of Haryngworth. Zwischen 1351 und 1380 bekleidete er verschiedene lokale Ämter in Northamptonshire. Im Oktober 1362 begann er eine Pilgerreise ins Heilige Land. Er wurde in Biddlesden Abbey begraben.
Vor Juli 1334 heiratete er Elizabeth Ros, eine Tochter von William de Ros, 2. Baron de Ros und von Margery de Badlesmere. Er hatte mit seiner Frau zwei Töchter und drei Söhne, darunter:
- Margery († 1391) ⚭ Robert Willoughby, 4. Baron Willoughby de Eresby
- William Zouche, 3. Baron Zouche of Haryngworth (* um 1340; † 1396)
- Eudo, Kanoniker in Lincoln und Kanzler der Universität von Cambridge